# Мотта-де-Конті
Мотта-де-Конті (італ. Motta de' Conti, п'єм. La Mòta) — муніципалітет в Італії, у регіоні П'ємонт, провінція Верчеллі.
Мотта-де-Конті розташована на відстані близько 490 км на північний захід від Рима, 70 км на схід від Турина, 18 км на південний схід від Верчеллі.
Населення — 794 особи (2014).
Покровитель — SS. Annunziata; S. Giovanni Battista.

## Демографія
Населення за роками:

Станом на 1 січня 2023 року в муніципалітеті офіційно проживало 26 іноземців з 12 країн, серед них 13 громадян країн Євросоюзу та 1 громадянин України.

## Сусідні муніципалітети
- Кандія-Ломелліна
- Карезана
- Казале-Монферрато
- Лангоско
- Вілланова-Монферрато